# Bemani
Bemani (jap. ビーマニ, bīmani) ist Konamis Musikspielabteilung. Ursprünglich Games & Music Division oder abgekürzt g.m.d genannt, änderte sie ihren Namen zu Ehren ihres ersten und erfolgreichsten Spiels, Beatmania. Der Name expandierte zu anderen musikbasierten Spielen.

## Bemani-Videospiele
Seit 1997 hat Konami stetig neue Versionen von verschiedenen Spielen veröffentlicht. Verschiedene Teile derselben Spielereihe enthalten neue Lieder, Einstellungen, Spielmodi und Grafiken. Die Nomenklatur für ein neues Spiel tendiert dazu, dem Muster <Spiel> Nth <Version> zu folgen, wie z. B. „Beatmania IIDX 3rd Style“ oder „Dance Dance Revolution 5th Mix“; Ausnahmen wie „Pop'n Music 1“ existieren. Bemani-Videospiele sind im Gegensatz zu traditionellen Arcade-Spielen mit einzigartiger Hardware ausgestattet. Jedes Spiel hat eine eigene Bedienmethode.

## Liste der Arcadespiele

### Beatmania-Reihe
Beatmania wird mit einem Plattenteller und fünf Tasten gespielt. Die Reihe fing mit der Veröffentlichung von Beatmania/Beatstage/Hip Hop Mania im Jahr 1997 an ging mit Beatmania: The Final im Jahr 2002 zu Ende.
Beatmania ist unter dem Namen Hip Hop Mania in den USA und als Beatstage im Vereinigten Königreich bekannt.
- 1997 – Beatmania/Beatstage/Hip Hop Mania
- 1998 – Beatmania 2nd Mix
- 1998 – Beatmania 3rd Mix
- 1999 – Beatmania 4th Mix
- 1999 – Beatmania 5th Mix
- 1999 – Beatmania/Beatstage/Hip Hop Mania Complete Mix
- 2000 – Beatmania/Beatstage/Hip Hop Mania Complete Mix 2
- 2000 – Beatmania feat. Dreams Come True
- 2000 – Beatmania Club Mix
- 2000 – Beatmania Core Remix
- 2001 – Beatmania 6th Mix: The UK Underground Music
- 2002 – Beatmania 7th Mix: Keepin' Evolution
- 2002 – Beatmania: The Final

### Beatmania-IIDX-Reihe

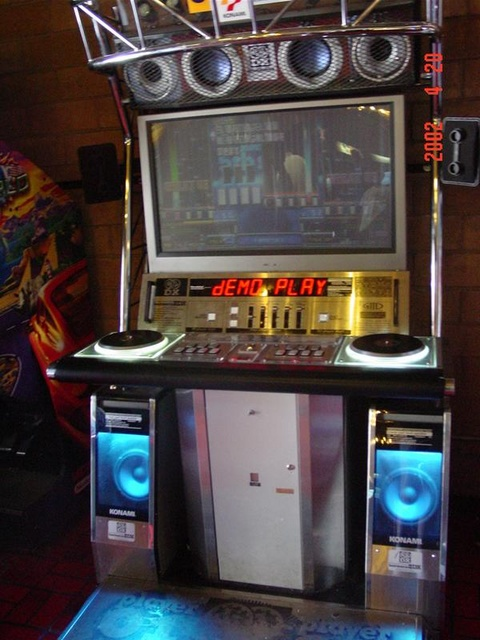
Beatmania IIDX

Beatmania IIDX (Eigenschreibweise: beatmania IIDX) wird mit einem Plattenteller und sieben Tasten gespielt. Die Reihe fing mit der Veröffentlichung von Beatmania IIDX im Jahr 1999 an und setzt sich bis heute fort, die jüngste Veröffentlichung für Konsolen ist Beatmania IIDX 16: EMPRESS aus dem Jahr 2009. Die neuste Arcade-Version kam im Oktober 2020 mit Beatmania IIDX 29: CastHour heraus.
Beatmania IIDX wird oft als IIDX abgekürzt, und englisch /tuːdiːeks/ ausgesprochen. Die Bezeichnung 'IIDX' ergibt sich aus der Version 2 (II) und dem Kürzel 'DX' für Deluxe. Die erste Version war ursprünglich auch als 'Beatmania II' mit einem einfacheren Kabinett verfügbar, diese fand jedoch kaum Verbreitung und wurde schon bald eingestellt.
- 1999 – Beatmania IIDX
- 1999 – Beatmania IIDX Substream
- 1999 – Beatmania IIDX Club Version
- 1999 – Beatmania IIDX 2nd Style
- 2000 – Beatmania IIDX 3rd Style
- 2000 – Beatmania IIDX 4th Style
- 2001 – Beatmania IIDX 5th Style
- 2001 – Beatmania IIDX 6th Style
- 2002 – Beatmania IIDX 7th Style
- 2002 – Beatmania IIDX 8th Style
- 2003 – Beatmania IIDX 9th Style
- 2004 – Beatmania IIDX 10th Style
- 2004 – Beatmania IIDX 11: IIDX RED
- 2005 – Beatmania IIDX 12: HAPPY SKY
- 2006 – Beatmania IIDX 13: DistorteD
- 2007 – Beatmania IIDX 14: GOLD
- 2007 – Beatmania IIDX 15: DJ TROOPERS
- 2008 – Beatmania IIDX 16: EMPRESS
- 2009 – Beatmania IIDX 17: SIRIUS
- 2010 – Beatmania IIDX 18: Resort Anthem
- 2011 – Beatmania IIDX 19: Lincle
- 2012 – Beatmania IIDX 20: Tricoro
- 2013 – Beatmania IIDX 21: SPADA
- 2014 – Beatmania IIDX 22: Pendual
- 2015 – Beatmania IIDX 23: Copula
- 2016 – Beatmania IIDX 24: Sinobuz
- 2017 – Beatmania IIDX 25: Cannon Ballers
- 2018 – Beatmania IIDX 26: Rootage
- 2019 – Beatmania IIDX 27: Heroic Verse
- 2020 – Beatmania IIDX 28: Bistrover
- 2021 – Beatmania IIDX 29: CastHour

### Beatmania-III-Reihe
Beatmania III wird mit einem Plattenteller, fünf Tasten und einem Basspedal gespielt. Die Reihe fing mit der Veröffentlichung von Beatmania III im Jahr 2000 an ging mit Beatmania III: The Final im Jahr 2003 zu Ende. Beatmania III wird Beatmania 3 ausgesprochen.
- 2000 – Beatmania III
- 2000 – Beatmania III Append 6th Mix
- 2000 – Beatmania III Append 7th Mix
- 2000 – Beatmania III Append Core Remix
- 2003 – Beatmania III: The Final

### Dance-Dance-Revolution-Reihe

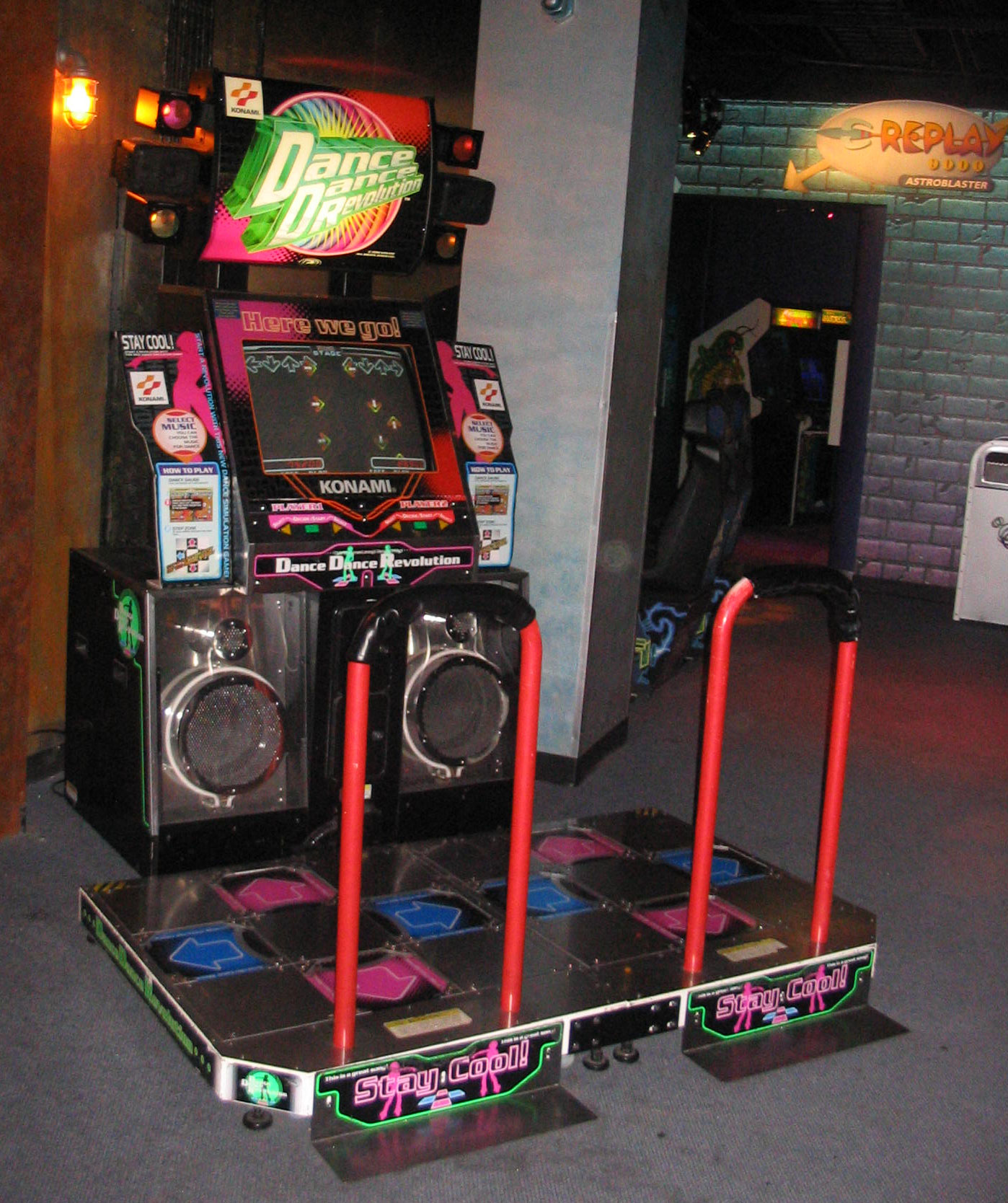
Dance Dance Revolution

Dance Dance Revolution wird mit Sensorbodenplatten gespielt, auf welche man mit den Füßen tritt. Die Reihe fing mit der Veröffentlichung von Dance Dance Revolution im Jahr 1998 an und setzt sich bis heute fort, die jüngste Veröffentlichung ist Dance Dance Revolution SuperNova aus dem Jahr 2006.
Dance Dance Revolution wird oft als DDR abgekürzt. DDR ist unter dem Namen Dancing Stage oder DS in Europa bekannt.

### Pop'n-Music-Reihe

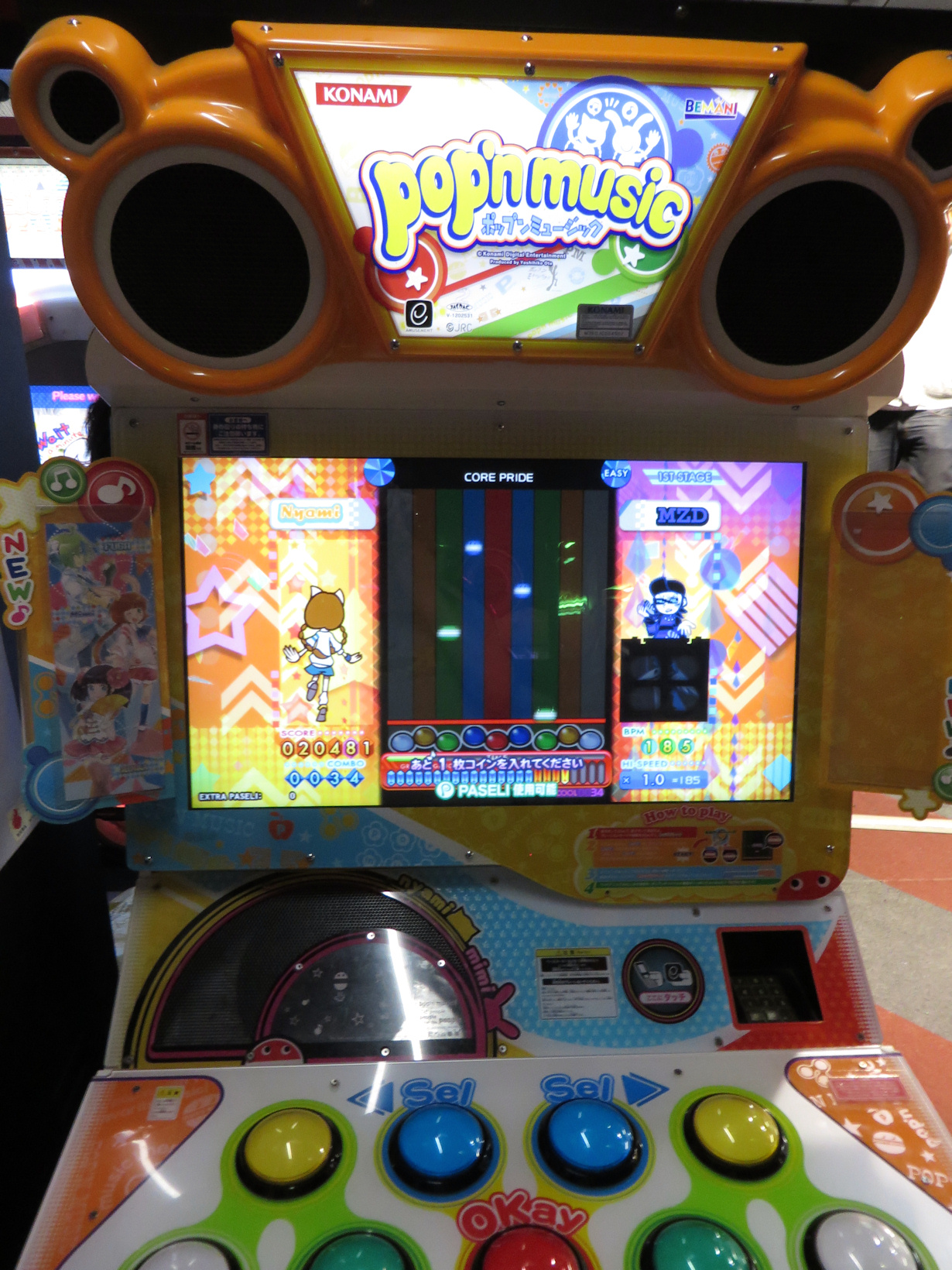
Pop'n-Music

Pop'n Music wird mit neun großen Tasten gespielt, die wie bei Beatmania oder IIDX angeordnet sind. Die Reihe fing mit der Veröffentlichung von Pop'n Music im Jahr 1998 an und setzt sich bis heute fort, die jüngste Veröffentlichung ist Pop'n Music 20 Fantasia aus dem Jahr 2011.
Pop'n Music wird gewöhnlich als Pop'n abgekürzt. Die Reihe benutzt konventionelle Kardinalzahlen an Stelle des vorher genannten Schemas.
- 1998 – Pop'n Music
- 1999 – Pop'n Music 2
- 1999 – Pop'n Music 3
- 2000 – Pop'n Music 4
- ~2000 – Pop'n Music Animelo
- ~2000 – Pop'n Music Animelo 2
- ~2000 – Pop'n Music Mickey Tunes
- 2000 – Pop'n Music 5
- 2001 – Pop'n Music 6
- 2001 – Pop'n Music 7
- 2002 – Pop'n Music 8
- 2002 – Pop'n Music 9
- 2003 – Pop'n Music 10
- 2004 – Pop'n Music 11
- 2004 – Pop'n Music 12 Iroha
- 2005 – Pop'n Music 13 Carnival
- 2006 – Pop'n Music 14 Fever
- 2007 – Pop'n Music 15 Adventure
- 2008 – Pop'n Music 16 Party!
- 2009 – Pop'n Music 17 The Movie
- 2010 – Pop'n Music 18 せんごく列伝
- 2010 – Pop'n Music 19 TUNE STREET
- 2011 – HELLO! POP'N MUSIC
- 2011 – Pop'n Music 20 Fantasia
- (Pop'n Music 21 Sunny Park derzeit Locationtest)[1]

### Drummania-/Guitar-Freaks-Reihe

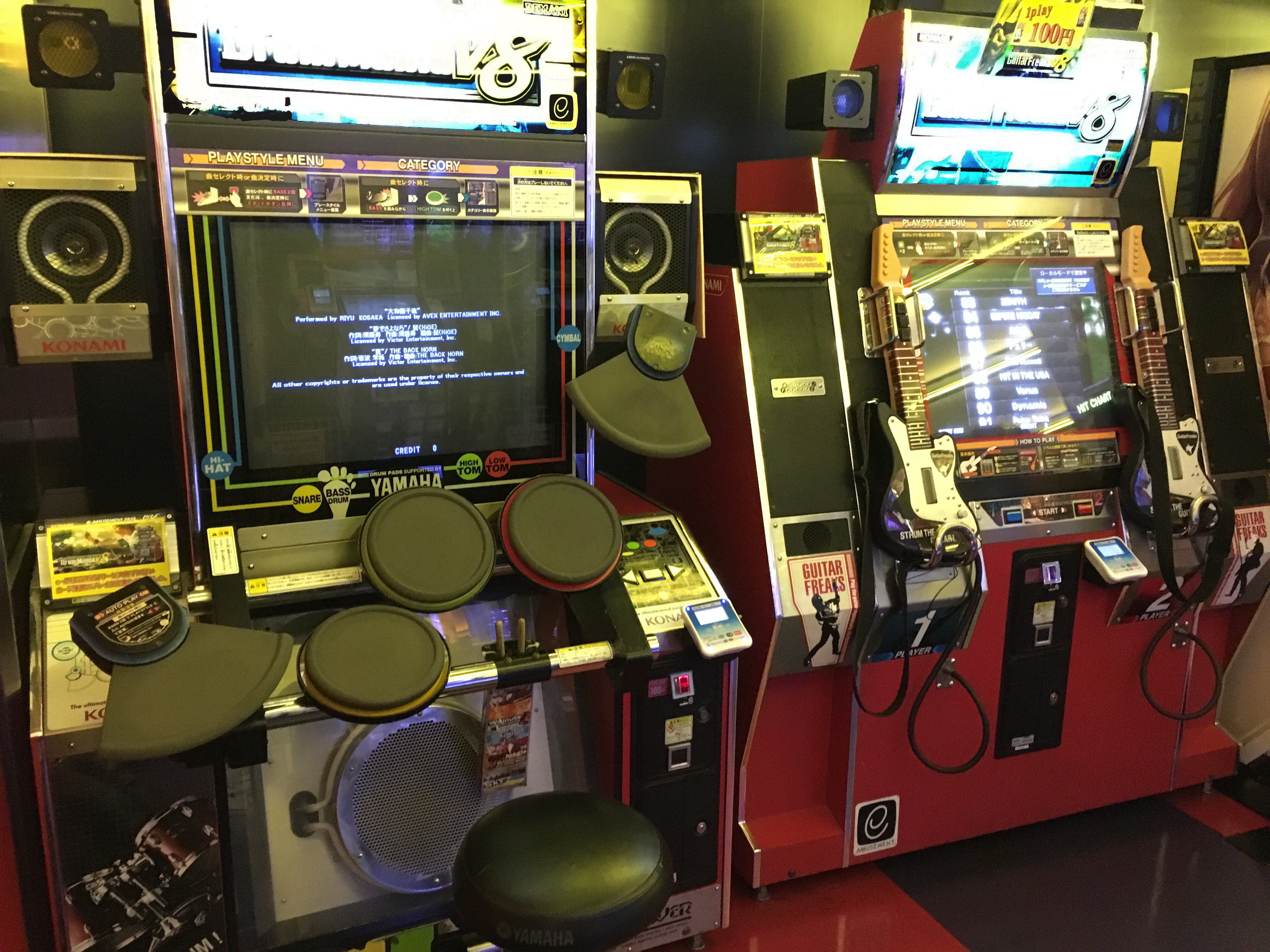
Eine Drummania Arcade Maschine (links) & Guitar Freaks Maschine (rechts)

Auch bekannt als GitaDora-Reihe. Guitar Freaks kam als erstes und wird mit einem gitarrenförmigen Controller gespielt, der ein Plektrum und drei Tasten hat, sowie einem Effektdrehknopf, der aber das Spielgeschehen nicht beeinflusst.
Die Veröffentlichung des zweiten Teils war gleichzeitig der Anfang der Drummania-Reihe, welches eine vereinfachte Version des elektronischen Schlagzeugs DTX von Yamaha darstellt: drei Trommelfeldern, einem Becken, einem Hi-Hat und einem Basspedal. Nicht nur ist die Liste der Musiktitel identisch, sie können auch durch einen sogenannten „session link“ aneinander gekoppelt werden, damit zusammen als Band gespielt werden kann. So werden oft gemeinsam über sie gesprochen, obwohl es getrennte Maschinen sind.
Die jüngste Veröffentlichung ist Drummania V2/Guitar Freaks V2 vom November 2006.
- 1998 – Guitar Freaks
- Juli 1999 – Guitar Freaks 2nd mix/Drummania
- März 2000 – Guitar Freaks 3rd mix/Drummania 2nd
- September 2000 – Guitar Freaks 4th mix/Drummania 3rd
- März 2001 – Guitar Freaks 5th mix/Drummania 4th
- September 2001 – Guitar Freaks 6th mix/Drummania 5th
- Februar 2002 – Guitar Freaks 7th mix/Drummania 6th
- August 2002 – Guitar Freaks 8th mix/Drummania 7th
- April 2003 – Guitar Freaks 9th mix/Drummania 8th
- Oktober 2004 – Guitar Freaks 10th mix/Drummania 9th
- April 2004 – Guitar Freaks 11th mix/Drummania 10th
- Februar 2005 – Guitar Freaks V/Drummania V
- November 2005 – Guitar Freaks V2/Drummania V2

Toy's March:
Toy's March ist ein Trommelspiel für zwei Teilnehmer im Stil von Drummania. Jedoch hat jeder Spieler nur eine Trommel und ein Becken. Wegen seiner kindlichen Grafik scheint das Spiel auf Kinder abzuzielen, obwohl es viele jugendliche Animelieder enthält.
- 2005 – Toy's March
- 2005 – Toy's March II

## Bemanikünstler
Abhängig vom Spiel kann eine Bemaniveröffentlichung eine große Anzahl weitläufig bekannter Lizenztitel haben oder größtenteils aus eigens produzierter Musik bestehen. Beispielsweise haben die meisten Dance-Dance-Revolution-Spiele originale Musik von Konami und lizenzierte Musik zu etwa gleichen Anteilen. Die Fülle an Lizenztiteln kam durch eine lukrative Vereinbarung zwischen dem Plattenverlag Toshiba EMI und Konami zustande; im Austausch für kostenlose Werbung für die Dancemusikalbenreihe Dancemania von Toshiba EMI durfte Konami jeden Titel aus Dancemania gratis verwenden.
Einige verschiedene Konamikünstler sind an der Komposition von Titeln für Bemani beteiligt. Sie benutzen häufig Pseudonyme, wenn sie ihre Werke signieren. Remixe und Wiederverwendung von Titeln aus anderen Spielen sind nicht unüblich.